# 勒通维莱尔
勒通维莱尔（法語：Rethonvillers）是法国皮卡第大区索姆省的一个市镇，属于蒙迪迪耶区鲁瓦县。该市镇2009年时的人口为366人。

## 人口
勒通维莱尔人口变化图示
| 数据来源：INSEE |